# Mamonta

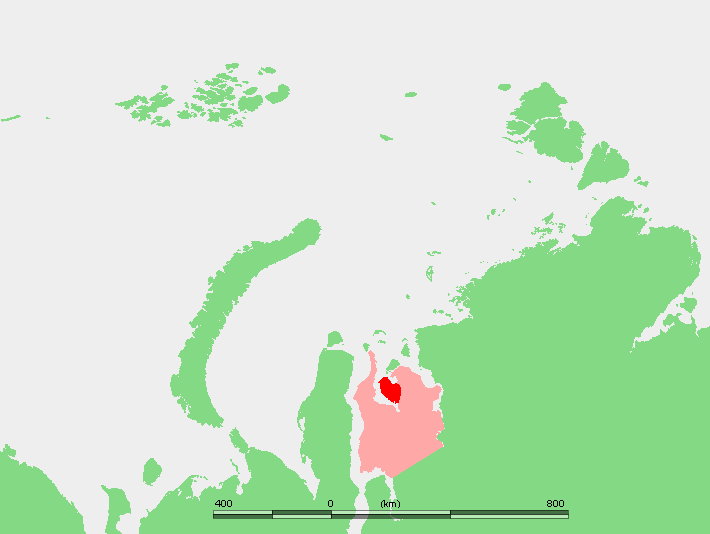
Locatie van het schiereiland binnen het schiereiland Gyda in het noordwesten van Siberië

Mamonta (Russisch: Мамонта; "mammoet") is een groot schiereiland aan noordzijde van het veel grotere schiereiland Gyda in het Hoge Noorden van West-Siberië, in het noorden van het district Tazovski van de Russische autonome okroeg Jamalië. Het schiereiland vormt het middelste van de drie noordelijke uitlopers van het schiereiland Gyda (Javaj aan westzijde; de oostelijke is naamloos) en wordt aan zuidwest-, west- en noordwestzijde omzoomd door de Gydaboezem en omzoomt zelf de Joeratsenboezem aan oostzijde; beide lopen uit in de Karazee. Het noordelijke en noordoostelijke deel behoort tot het natuurreservaat zapovednik Gydanski. De naam slaat op de vondst van een fossiele mammoet nabij het Jamboetomeer ten zuidoosten van het schiereiland, dat in 1866 werd onderzocht door Friedrich Schmidt (Fjodor Schmidt).
Het schiereiland verloopt van het zuidoosten naar het noordwesten en heeft een lengte van bijna 120 kilometer bij een gemiddelde breedte van 50 kilometer. Het reliëf bestaat uit een laaggelegen heuvelachtige (tot 59 meter hoogte) vlakte, die op plekken moerassig is. De begroeiing bestaat uit toendra. De kust is eveneens laaggelegen met uitzondering van de zuidwestelijke en noordoostelijke uiteinden. Aan zuidwestzijde bevindt zich tussen de kapen Njadasalja en Jechenetsje-Salja de ongeveer 20 kilometer brede Chalmer-Vongabocht en ten oosten daarvan de Njadabocht. De wateren rondom het schiereiland zijn het grootste deel van het jaar bevroren.
Op het schiereiland bevinden zich een aantal meren en rivieren. De grootste meren zijn het Periptavetrmeer, Langtomeer en Vengatomeer. De grootste rivieren zijn de Jarjacha, Jesjajacha, Joenjajacha, Nerojacha en Salem-Lekabtambda.
Aan noordwestzijde van het schiereiland, aan de monding van de Salem-Lekabtambda, ligt het plaatsje Matjoej-Sale en aan noordoostzijde, aan de rechteroever van de Jesjajacha (binnenland) ligt een naamloos vissersgehuchtje. Er bevinden zich geen wegen op het schiereiland; alleen een winterweg tussen Gyda en Leskino passeert het schiereiland aan oostzijde.